# 3768 Monroe
3768 Monroe (1937 RB) là một tiểu hành tinh vành đai chính được phát hiện ngày 5 tháng 9 năm 1937 bởi C. Jackson ở Johannesburg (UO).